# Lamprolenis albifascia
Lamprolenis albifascia är en fjärilsart som beskrevs av Talbot 1932. Lamprolenis albifascia ingår i släktet Lamprolenis och familjen praktfjärilar. Inga underarter finns listade i Catalogue of Life.